# Thalassius
Thalassius este un gen de păianjeni din familia Pisauridae.

## Specii
- Thalassius albocinctus (Doleschall, 1859) — din India până în Filipine
- Thalassius esimoni Sierwald, 1984 — Madagascar
- Thalassius jayakari F. O. P.-Cambridge, 1898 — Muscat
- Thalassius kolosvaryi Caporiacco, 1947 — Africa
- Thalassius leoninus Strand, 1916 — Madagascar
- Thalassius majungensis Strand, 1907 — Madagascar
- Thalassius margaritatus Pocock, 1898 — Africa Centrală și de Sud
- Thalassius massajae (Pavesi, 1883) — Africa
- Thalassius paralbocinctus Zhang, Zhu & Song, 2004 — China, Laos
- Thalassius phipsoni F. O. P.-Cambridge, 1898 — India până în China, Indonezia
- Thalassius pictus Simon, 1898 — Africa Centrală și de Vest
- Thalassius pseudojuvenilis Sierwald, 1987 — Mozambique
- Thalassius radiatolineatus Strand, 1906 — Africa
- Thalassius rossi Pocock, 1902 — Africa Centrală și de Sud
- Thalassius rubromaculatus Thorell, 1899 — Africa Centrală și de Vest
- Thalassius spinosissimus (Karsch, 1879) — Africa